# Каролюв (Лодзинське воєводство)
Каролюв (пол. Karolów) — село в Польщі, у гміні Клещув Белхатовського повіту Лодзинського воєводства.
У 1975—1998 роках село належало до Пйотрковського воєводства.